# Corps d'arc-en-ciel

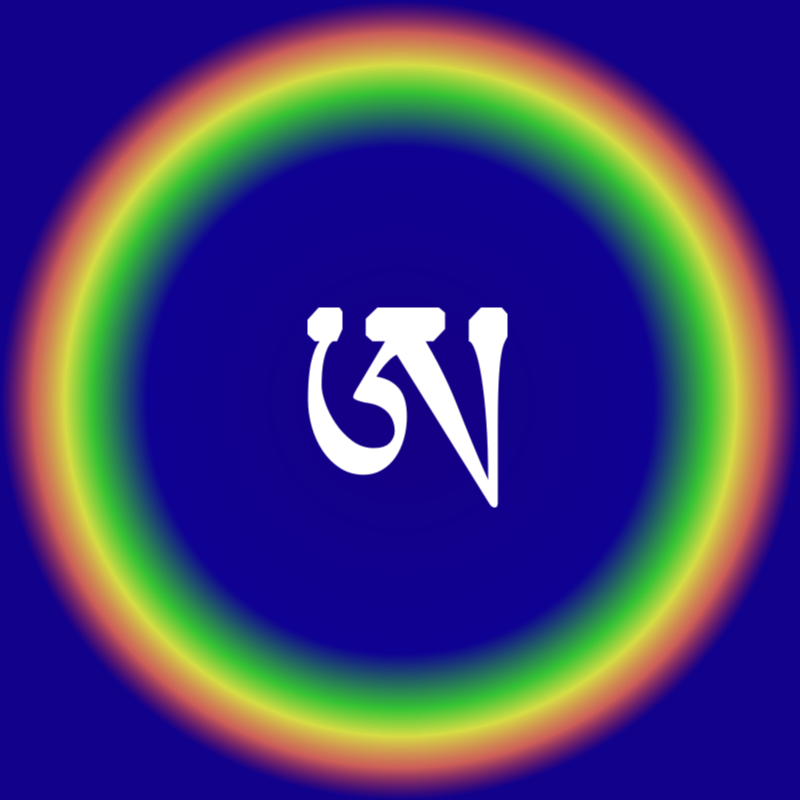
Lettre tibétaine "A", le symbole du corps de lumière

Le corps d'arc-en-ciel (tibétain : འཇའ་ལུས་, Wylie : 'ja' lus, THL : jalu) est un concept du bouddhisme selon lequel la pratique de méditations spéciales réservées à des méditants accomplis, au moment de la mort, transformerait le corps physique en lumière et le ferait disparaître. Selon Alexandra David-Néel, ce corps d'arc-en-ciel serait analogue au « corps astral » des occultistes,.

## Définition
Le corps d'arc-en-ciel, appelé aussi corps de lumière serait le résultat de la pratique de longdé (tib. : Klong-sde, skt. : Abhyantaravarga) et thögal (pratique faisant partie du mengakdé, Tib : Man-ngag-sde, Sk : Upadesavarga). Longdé et mengakdé étant respectivement la deuxième et la troisième des trois séries (tib. : sde-gsum) du Dzogchen.
Selon cette croyance, les pratiquants du Dzogchen manifesteraient le « corps d'arc-en-ciel » quand leurs divers éléments se résorbent dans l'essence lumineuse qui les a créés et que le corps physique se fond en lumière (ou pure énergie lumineuse) avant de disparaître complètement aux yeux des vivants. Ce processus est censé générer une lumière vive et des arc-en-ciel d'où son nom. Il s'agirait d'une transmutation durant laquelle le corps physique deviendrait de plus en plus subtil.

## Pratique
Le méditant se place à l'intérieur d'une tente cousue au moment de son trépas. L'usage veut que l'on laisse le corps tranquille pendant environ une semaine. Au moment de l'ouverture de la tente, seuls les ongles et les cheveux sont censés rester.

## Yogis
La tradition considère que Vairotsana, Yeshe Tsogyal, Rechungpa et Milarépa ont réalisé le corps d'arc-en-ciel, ainsi que plus récemment Nyala Pema Dündul en 1872, Sönam Namgyal au Tibet oriental en 1952 Nyala Rinpoché en 1963 et Khenpo A Chö en 1999.